# Miguel Rocha
Miguel Rocha (Miguel João Pinheiro Soares Rocha) é um ilustrador e autor de banda desenhada português nascido em 1968. Nascido em Lisboa, passou a infância em Alhandra, regressando depois à capital onde passa a juventude, estudando na Escola António Arroio e na Sociedade Nacional de Belas Artes (1994-1996). Começou por trabalhar na área da ilustração, publicidade e artes gráficas e fez a paginação de Selecções BD, I Série (1988-1991) enquanto foi desenvolvendo os seus primeiros trabalhos. Estreou-se como autor de BD em 1997. O seu trabalho tem vindo a ser publicado e mereceu vários prémios no Amadora BD - Festival Internacional de Banda Desenhada da Amadora (FIBDA), festival que lhe dedicou uma exposição retrospectiva em 2001.

## Trabalhos Publicados
- 1997
  - série (folha mensal na revista Pais & Filhos)
- 1998
  - livro O Enigma Diabólico (Colecção "Quadradinho")
- 1999
  - pequena história no catálogo da exposição Uma Revolução Desenhada: o 25 de Abril e a BD
  - ilustra a história "O Museu" para Liberdade e Cidadania, 25 de Abril, 25 Anos, 25 BD, publicação feita pelo jornal Público
  - 1999
  - álbum As Pombinhas do Sr. Leitão (BaleiAzul), que arrecada o Prémio Especial Revelação, no FIBDA
  - Borda d'Água, a preto e branco (Colecção "LX Comics", Bedeteca de Lisboa)
  - Dédalo (Colecção "Primata Comix", edição Polvo)
- 2000
  - Borda d'Água, versão original a cores, na revista Pública, suplemento do jornal Público (Agosto a Setembro de 2000)
  - Eduarda, com Francisco Oliveira, adaptação de obra literária de Georges Bataille (Polvo/Bedeteca de Lisboa), distinguido como Melhor Álbum Português do ano, no FIBDA
  - álbum Março (BaleiAzul/Salão Lisboa), com Alex Gozblau, recebe Prémio Para o Melhor Desenhador do ano, no FIBDA
  - serigrafia de página do álbum Março (Livraria Dr. Kartoon, Coimbra)
  - Transcomix - Lisboa ao quadrado, pequeno formato de distribuição gratuita para o Dia Europeu sem Carros
  - Sete Pecados (em que retratou a gula), para o jornal Público
- 2001
  - Malitska, com texto de Francisco Oliveira (ed. Polvo)
- 2002
  - "Miura", para Dia Mundial do Livro, a partir de conto de Miguel Torga, publicado no livro Contos Contigo (Instituo Português do Livro e das Bibliotecas)
  - "Os Super-Heróis", na revista Comix (N.º 4, Outubro)
- 2003
  - A Vida Numa Colher- Beterraba (ed. Polvo), recebeu uma Bolsa de Criação Literária do Ministério da Cultura, MC/IPLB (em 2000)
- 2004
  - Viagem no Branco, com João Paulo Cotrim (ilustração) (ed. Afrontamento)
  - cartaz oficial do Campeonato Europeu de Futebol, UEFA Euro 2004
- 2005
  - Os Touros de Tartessos, com José Carlos Fernandes (ed. Junta de Andalucia)
  - Borda d'Água - O Tempo das Papoilas (col. Polvo, edição Rui Brito), reedição da história "Borda d'Água" (de 1999) acrescida da história inédita "Um Passeio no Campo"
- 2006
  - Salazar – Agora na hora da sua morte (ed. Parceria A. M. Pereira), com argumento de João Paulo Cotrim, arrecada quatro prémios no FIBDA
- 2009
  - A noiva que o rio disputa ao mar, com texto de Cotrim (ed. Câmara Municipal de Portimão)
- 2010
  - Hans, o cavalo inteligente (ed. Polvo)
  - A Valquíria e o inominável, a partir do filme O anjo exterminador de Luis Buñuel (Col. "O Filme da Minha Vida", edição Associação Ao Norte)

Teatro: é também autor de várias peças de teatro (em parceria com Jorge Andrade).

## Prémios
- 1999: Prémio Especial Revelação, Amadora BD - Festival Internacional de Banda Desenhada da Amadora (FIBDA).
- 2000: Melhor Álbum Português do ano, FIBDA; Prémio Para o Melhor Desenhador do ano, FIBDA.
- 2006: Melhor Álbum, Melhor Desenho, Melhor Argumento e Prémio Juventude, FIBDA.

## Principais Exposições
2001: Retrospectiva de Miguel Rocha, Amadora BD - Festival Internacional de Banda Desenhada da Amadora (FIBDA).